# Ochrosia oppositifolia
Ochrosia oppositifolia är en oleanderväxtart som först beskrevs av Jean-Baptiste de Lamarck, och fick sitt nu gällande namn av Karl Moritz Schumann. Ochrosia oppositifolia ingår i släktet Ochrosia och familjen oleanderväxter. Inga underarter finns listade i Catalogue of Life.